# Live in the USA
Live in the USA ist ein Musikalbum von Howard Riley. Die im Oktober und November 1976 in den Vereinigten Staaten live entstandenen Aufnahmen erschienen am 10. November 2018 auf NoBusiness Records.

## Hintergrund
Howard Riley lebte im Winter 1976/77 in den USA, und wie er in den Liner Notes erklärte, hatte er in dieser Zeit begonnen, sein Solospiel weiterzuentwickeln und dabei einen orthodoxeren Ansatz zu überdenken. Das 74-minütige Programm umfasst eine Auswahl von vier Stücken, die aus drei Live- und Studioauftritten dieser Zeit in den Vereinigten Staaten stammen – es wurde am 28. Oktober 1976 im Free Music Store, New York City, („Blocks“), am 18. November 1976 in Amherst, New York, („Big City“) und am 29. November 1976 in Buffalo, New York, („Flower Street“, „Tolerance“) aufgenommen.

## Titelliste
- Howard Riley: Live in the USA (NoBusiness Records NBCD 111)[2]

1. Blocks	25:25
2. Big City	21:21
3. Flower Street	13:09
4. Tolerance	14:16

Die Kompositionen stammen von Howard Riley.

## Rezeption
Nach Ansicht von John Sharpe, der das Album in All About Jazz rezensierte, sollte diese Archivausgabe den Platz des britischen Pianisten Howard Riley in der Spitzengruppe weiter festigen. Live in the USA sei ein zukunftsweisender Auftritt im unbegleiteten Format, das Riley im Laufe seiner Karriere, in der er mehr als 15 Solokonzerte vorgelegt hatte, zu seinem eigenen gemacht hat. Die vier langen Stücke würden in einem dichten „Hyperspeed-Strom“ münden, während Riley mit wilder Konzentration, Ausdauer und technischem Können eine ähnliche Bandbreite an Ideen erforschte. „Tolerance“ sei ein besonderes Highlight und vermittle die Illusion mehrerer Gehirne bei der Arbeit, während Riley einen Schneesturm aus Tönen und schwungvollen Glissandi entfessle, vor dem bestimmte diskrete Akzente deutlich hervortreten. Dies sei offensichtlich eine Zeit des Wandels für Riley gewesen, aber unabhängig von der Inspiration seien dies bravouröse Darbietungen.